# Interlaken-Oberhasli
Verwaltungskreis Interlaken-Oberhasli is een district in het kanton Bern met hoofdplaats Interlaken. Het district omvat 29 gemeenten op 1228,93 km².

## Geschiedenis
Bij de herindeling van het kanton Bern in 2010 is het district gevormd uit de voormalige districten Interlaken en Oberhasli.
Op 1 januari 2014 werd de gemeente Gadmen opgenomen in de gemeente Innertkirchen.

## Gemeenten
De volgende gemeenten maken deel uit van het district.
| Wapen                     | Gemeentenaam              | Inwoners (x) | Oppervlakte (km²) |
| ------------------------- | ------------------------- | ------------ | ----------------- |
| Beatenberg                | Beatenberg                | 1.150        | 29,18             |
| Bönigen                   | Bönigen                   | 2.520        | 15,14             |
| Brienz                    | Brienz                    | 2.998        | 47,94             |
| Brienzwiler               | Brienzwiler               | 481          | 17,62             |
| Därligen                  | Därligen                  | 415          | 6,89              |
| Grindelwald               | Grindelwald               | 3.768        | 170,60            |
| Gsteigwiler               | Gsteigwiler               | 422          | 7,01              |
| Gündlischwand             | Gündlischwand             | 314          | 16,88             |
| Guttannen                 | Guttannen                 | 321          | 200,77            |
| Habkern                   | Habkern                   | 648          | 51,06             |
| Hasliberg                 | Hasliberg                 | 1.214        | 41,68             |
| Hofstetten bei Brienz     | Hofstetten bei Brienz     | 533          | 8,81              |
| Innertkirchen             | Innertkirchen             | 814          | 236.61            |
| Interlaken                | Interlaken                | 5.659        | 4,31              |
| Iseltwald                 | Iseltwald                 | 426          | 22,12             |
| Lauterbrunnen             | Lauterbrunnen             | 2.439        | 164,47            |
| Leissigen                 | Leissigen                 | 964          | 10,40             |
| Lütschental               | Lütschental               | 235          | 13,21             |
| Matten bei Interlaken     | Matten bei Interlaken     | 3.728        | 5,92              |
| Meiringen                 | Meiringen                 | 4.676        | 40,17             |
| Niederried bei Interlaken | Niederried bei Interlaken | 340          | 4,24              |
| Oberried am Brienzersee   | Oberried am Brienzersee   | 463          | 20,11             |
| Ringgenberg               | Ringgenberg (BE)          | 2.642        | 8,81              |
| Saxeten                   | Saxeten                   | 98           | 19,09             |
| Schattenhalb              | Schattenhalb              | 590          | 31,41             |
| Schwanden bei Brienz      | Schwanden bei Brienz      | 582          | 7,031             |
| Unterseen                 | Unterseen                 | 5.646        | 14,05             |
| Wilderswil                | Wilderswil                | 2.549        | 13,61             |
|                           | Totaal (29)               | x            | 1228,93           |

Bern-Mittelland · Biel/Bienne · Emmental · Frutigen-Niedersimmental · Interlaken-Oberhasli · Jura bernois · Oberaargau · Obersimmental-Saanen · Seeland · Thun